# Eric Verrier
Eric Verrier es un deportista francés que compitió en tiro con arco, en la modalidad de arco compuesto. Ganó una medalla de oro en el Campeonato Europeo de Tiro con Arco en Sala de 2002, en la prueba por equipo.

## Palmarés internacional
| Campeonato Europeo en Sala | Campeonato Europeo en Sala | Campeonato Europeo en Sala | Campeonato Europeo en Sala |
| Año                        | Lugar                      | Medalla                    | Prueba                     |
| -------------------------- | -------------------------- | -------------------------- | -------------------------- |
| 2002                       | Ankara (Turquía)           | Medalla de oro             | Equipo                     |